# Государственная полярная академия
Государственная полярная академия — высшее учебное заведение Санкт-Петербурга, основанное в 1998 году. 10 декабря 2015 года ликвидирована путём присоединения к Гидрометеорологическому университету.

## История
В 1990 году, в ходе работы Первой советско-французской экспедиции на Чукотке, которая проходила под патронатом Ленинграда (СССР), возникла идея создания Полярной академии.
В организации экспедиции приняли участие Советский фонд культуры и Центр арктических исследований Франции. В 1991 году, на первом этапе, предшествующем, возникновению Полярной академии, в Ленинграде было создано Объединение «Полярный круг», Международный учебный центр которого впервые стал готовить национальные кадры управления для регионов Севера, Сибири и Дальнего Востока.
За два года работы Международный учебный центр привлёк к себе внимание специалистов и общественности. Деятельность Центра получила поддержку Госкомсевера России, Министерства по делам национальностей и региональной политики, Министерства образования Российской Федерации, государственных учреждений и общественных организаций Франции.
С 1992 года Центр находился под патронажем Национальной Административной школы Франции, в этом же году был заключён договор о долгосрочном сотрудничестве с Высшей школой общественных наук Франции. На базе Международного учебного центра сложился высококвалифицированный коллектив российских и зарубежных преподавателей. Благодаря накопленному опыту Центра, в дальнейшем, стало возможным создание Полярной академии.
Первыми учредителями академии стали Министерство по делам национальностей и федеративным отношениям, Государственный комитет по вопросам развития Севера, Министерство образования Российской Федерации, Правительство Республики Саха (Якутия) и Объединение «Полярный круг».
Почётным президентом Полярной академии стал Жан Малори — писатель, известный французский учёный-полярник, директор Центра Арктических исследований Франции, возглавивший Первую советско-французскую экспедицию на Чукотке и посвятивший более сорока лет своей научной деятельности народам Севера.
В 1998 году, в честь провозглашения Организацией Объединённых Наций Десятилетия коренных народов Мира, правительство России присвоило Полярной академии статус государственного высшего профессионального заведения для народов традиционных культур.
Председателем Попечительского совета Государственной полярной академии являлся Артур Николаевич Чилингаров (1939—2024) — знаменитый полярник, Герой Советского Союза, крупный советский учёный, автор ряда научных работ по проблемам освоения Севера и Арктики, почётный профессор Государственной морской академии имени адмирала С. О. Макарова, член-корреспондент АН СССР.
История создания Полярной академии известна во Франции с 1992 года. Именно поэтому в сентябре 1997 года Президент Франции Жак Ширак встретился со студентами и преподавателями академии. На встрече были затронуты вопросы и проблемы Севера, также президентом была отмечена особая роль народов традиционных культур в современном мире и большая важность подготовки специалистов из представителей этих народов.
Академия имеет патронаж города Парижа, который она получила, когда Жак Ширак был мэром города. Президент Франции ещё дважды посещал академию во время своих официальных визитов в Россию.
В 2008 году Академия прошла комплексную проверку, в результате которой получила государственную аккредитацию по семи образовательным программам и лицензию. Также этот год был ознаменован открытием аспирантуры.
Располагалась по адресу Рижский пр., д. 11. 10 декабря 2015 года Академия была ликвидирована путём присоединения к Гидрометеорологическому университету.

## Ректорат
- Президент
  - Чилингаров, Артур Николаевич (1939—2024)

- Последний ректор
  - Палкин Иван Иванович, кандидат педагогических наук

## Факультеты

### Факультет экономической политики и моделей управления
- Кафедра экономики, предпринимательства и финансов
- Кафедра математического моделирования социально-экономических и природных процессов
- Кафедра регионоведения и социально-гуманитарных дисциплин
- Кафедра государственных, муниципальных и правовых основ управления

### Факультет экологии и природопользования
- Кафедра геоэкологии
- Кафедра природопользования
- Кафедра физической культуры и валеологии

### Факультет филологии
- Кафедра английского языка и литературы
- Кафедра французского языка и литературы
- Кафедра русского языка и литературы

### Факультет национальной художественной культуры
- Кафедра реставрации и дизайна

## Студенческий спорт
Вуз являлся участником чемпионатов в рамках розыгрыша Кубка Вузов.